# 鸣鹤新五房
30°08′16.1″N 121°22′42.7″E / 30.137806°N 121.378528°E
鸣鹤新五房是浙江省慈溪市境内的一处古建筑，位于慈溪市鸣鹤古镇，2011年1月7日被纳入第六批浙江省文物保护单位。
鸣鹤新五房始建于清代晚期，由鸣鹤叶氏后人所建造。鸣鹤新五房主楼为九间重檐硬山顶二层楼，东西厢房为重檐硬山顶二层楼。建筑用材考究，雕刻精美，且保存完好，为浙东地区晚清建筑的代表。